# Shahrestān di Baft
Lo shahrestān di Baft (farsi شهرستان بافت) è uno dei 23 shahrestān della provincia di Kerman, il capoluogo è Baft. Lo shahrestān è suddiviso in una circoscrizione (bakhsh): 
- Centrale (بخش مرکزی)

La circoscrizione di Rabor (بخش رابر) è diventato shahrestān, così come Arzuiyeh.